# Демофонт (сын Келея)
Демофо́нт или Демофон (др.-греч. Δημοφῶν или Δημοφόων) — в древнегреческой мифологии сын царя города Элевсин Келея и Метаниры. 
Когда богиня плодородия Деметра, скорбящая об утрате Персефоны, пришла в Элевсин, она взяла на себя обязанность кормилицы новорожденного. Деметра, желая сделать его бессмертным, держала над огнём, чтобы выжечь все смертное, но осуществиться этому помешало вмешательство его матери. Демофонт так и остался смертным, но, как вскормленный богиней, пользовался почётом в елевсинском культе. Впоследствии, впрочем, он был вытеснен Триптолемом, и появилось предание, что Демофонт сгорел, когда Деметра положила его в огонь.